# N'Djamena bi-hebdo
N'Djamena bi-hebdo est un bihebdomadaire généraliste tchadien, publié en langue française. Il a été fondé par Saleh Kebzabo en 1990. Il est devenu par la suite N'Djamena Bi-Hebdo.